# Número altamente abundante

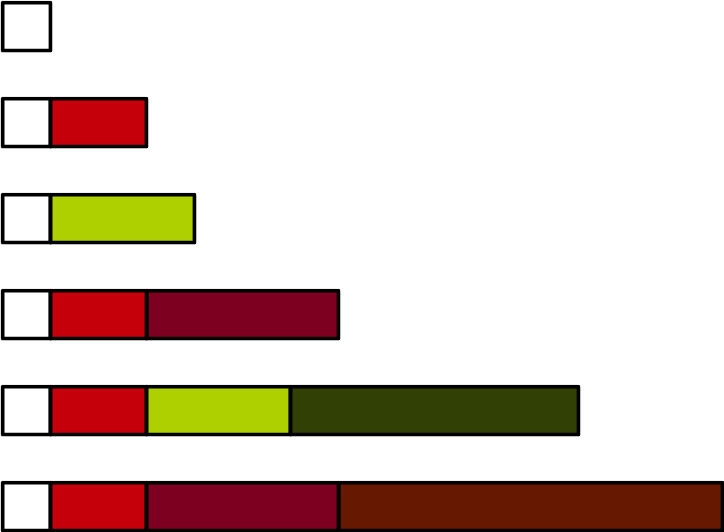
Sumas de los divisores visualizados mediante regletas de Cuisenaire de los primeros seis números muy abundantes

En matemáticas, un número altamente abundante es un número natural con la propiedad de que la suma de sus divisores (incluido él mismo) es mayor que la suma de los divisores de cualquier número natural menor.
Los números muy abundantes y varias clases similares de números fueron introducidos por primera vez por Subbayya Sivasankaranarayana Pillai (1943), y Leonidas Alaoglu y Paul Erdős (1944) realizó los primeros trabajos sobre el tema. Alaoglu y Erdős tabularon todos los números altamente abundantes hasta 104 y demostraron que la cantidad de números altamente abundantes menores que cualquier N es al menos proporcional a log2 N.

## Definición formal y ejemplos
Formalmente, un número natural n se denomina altamente abundante si y solo si para todos los números naturales m < n,
{\displaystyle \sigma (n)>\sigma (m)}
donde σ denota la función suma de divisores. Los primeros números muy abundantes son
1, 2, 3, 4, 6, 8, 10, 12, 16, 18, 20, 24, 30, 36, 42, 48, 60, ... (sucesión A002093 en OEIS).
Por ejemplo, 5 no es altamente abundante porque σ(5)= 5+1= 6 es menor que σ(4)= 4 + 2 + 1= 7, mientras que 8 es altamente abundante porque σ(8)= 8 + 4 + 2 + 1= 15 es mayor que todos los valores anteriores de σ.
Los únicos números impares altamente abundantes son el 1 y el 3.

## Relaciones con otros conjuntos de números

Diagrama de Euler de los números menores de 100, clasificados como abundantes, abundantes primitivos, altamante abundantes, superabundantes, colosalmente abundantes, altamente compuestos, altamente compuestos superiores, extraños y perfectos en relación con su deficiencia y composición de factores

Aunque los primeros ocho factoriales son altamente abundantes, no todos los factoriales son altamente abundantes. Por ejemplo,
σ(9!)= σ(362880)= 1481040,
pero hay un número más pequeño con mayor suma de divisores,
σ(360360)= 1572480,
y por lo tanto, 9! no es altamente abundante.
Alaoglu y Erdős señalaron que todos los números superabundantes son altamente abundantes y preguntaron si hay un número infinito de números altamente abundantes que no son sobreabundantes. Esta pregunta fue respondida afirmativamente por Jean-Louis Nicolas (1969).
A pesar de la terminología, no todos los números altamente abundantes son números abundantes. En particular, ninguno de los primeros siete números altamente abundantes (1, 2, 3, 4, 6, 8 y 10) son abundantes. Junto con el 16, el noveno número altamente abundante, estos son los únicos números altamente abundantes que no son abundantes.
7200 es el número poderoso más grande que también es altamente abundante: todos los números más grandes y altamente abundantes tienen un factor primo que los divide solo una vez. Por lo tanto, 7200 es también el mayor número altamente abundante con una suma impar de divisores.